# Lapværling
Lapværlingen (Calcarius lapponicus), tidligere kaldt laplandsværlingen, er en fugl i sporeværlingefamilien. Den yngler på tundra med pilekrat cirkumpolart i det nordlige Skandinavien, Rusland, Canada og Grønland. De nordiske fugle overvintrer fortrinsvis på de sydrussiske stepper, men en mindre del også i Vesteuropa. Både han og hun har om sommeren rødbrun nakke, mens hannen desuden har sort hoved begrænset af en hvidlig stribe bagtil.
I Norden er den særlig kendt fra Lapland, deraf navnet. Den grønlandske bestand er dog endnu større.

## Gæst i Danmark
I Danmark kan den træffes i vinterhalvåret som gæst fra det nordlige Skandinavien. Den ses da især i småflokke på strandenge i Vest- og Nordjylland.

## Sporeværling
På baggrund af genetiske undersøgelser af arterne i bl.a. slægten Calcarius er lapværlingen ikke længere en del af familien værlinger Emberizidae, men tilhører nu den nye familie sporeværlinger, Calcariidae .